# Alfabeto de Gaj
El alfabeto de Gaj (/gái/), también llamado gajica (pronunciado «gáyitsa») o latinica, es una variante del alfabeto latino adaptada para escribir el idioma serbocroata en todas sus variantes (bosnio, croata, serbio y montenegrino). Fue diseñado por el lingüista croata Ljudevit Gaj en 1835, basándose en el alfabeto checo de Jan Hus. Una versión ligeramente reducida del alfabeto se usa para escribir el idioma esloveno, y otra versión levemente expandida del mismo se usa para el idioma montenegrino. Una variante modificada del alfabeto se usa para la romanización del idioma macedonio. El alfabeto de Gaj es usado actualmente en Croacia, Bosnia, Serbia y Montenegro.
| Letra  | Nombre | IPA  | Letra  | Nombre   | IPA    | Letra | Nombre  | IPA |
| ------ | ------ | ---- | ------ | -------- | ------ | ----- | ------- | --- |
| A, a   | a      | /a/  | G, g   | ge       | /g/    | O, o  | o       | /o/ |
| B, b   | be     | /b/  | H, h   | ha       | /h, x/ | P, p  | pe      | /p/ |
| C, c   | ce     | /ts/ | I, i   | i        | /i/    | R, r  | er      | /r/ |
| Č, č   | če     | /tʃ/ | J, j   | je, jot  | /j/    | S, s  | es      | /s/ |
| Ć, ć   | će     | /tɕ/ | K, k   | ka       | /k/    | Š, š  | eš      | /ʃ/ |
| D, d   | de     | /d/  | L, l   | el       | /l/    | T, t  | te      | /t/ |
| Dž, dž | dže    | /dʒ/ | Lj, lj | elj, lje | /ʎ/    | U, u  | u       | /u/ |
| Đ, đ   | đe     | /dʑ/ | M, m   | em       | /m/    | V, v  | ve      | /ʋ/ |
| E, e   | e      | /e/  | N, n   | en       | /n/    | Z, z  | ze, zet | /z/ |
| F, f   | ef     | /f/  | Nj, nj | enj, nje | /ɲ/    | Ž, ž  | že, žet | /ʒ/ |

## Historia

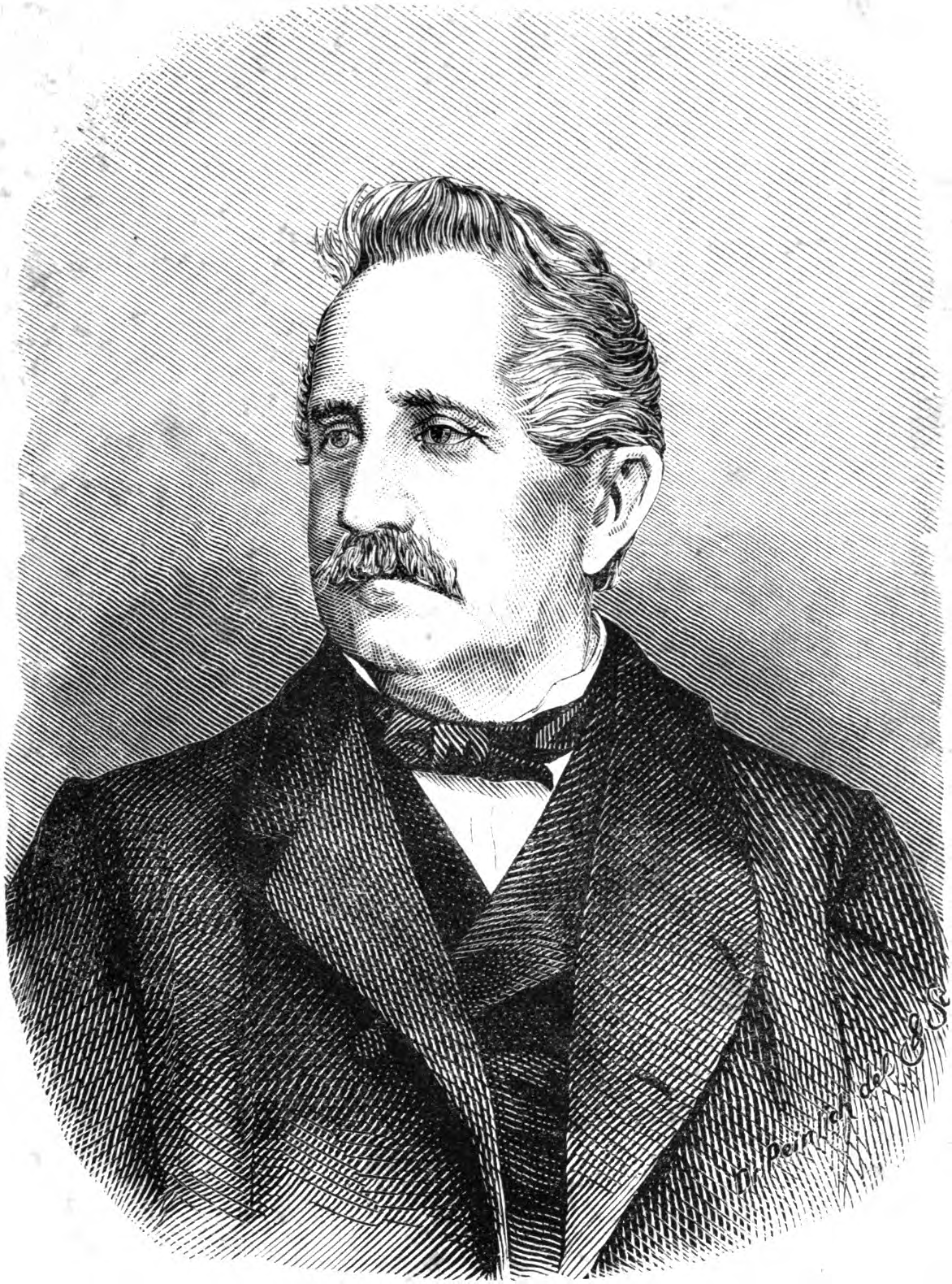
Retrato de Ljudevit Gaj, lingüista, político, periodista, escritor y figura clave de la reforma nacional crota y del Movimiento Ilirio

El alfabeto latino croata fue diseñado principalmente por Ljudevit Gaj, que añadió a su alfabeto latino letras que otros idiomas eslavos habían inventado para transcribir sus sonidos, como el  checo (č, ž, š) y el polaco (ć), y además inventó los dígrafos ⟨lj⟩, ⟨nj⟩ y ⟨dž⟩, de acuerdo a soluciones similares en húngaro («ly», «ny» y «dzs», aunque la combinación «dž» también existe en checo y polaco). En 1830, publicó en Buda el libro Kratka osnova horvatsko-slavenskog pravopisanja ("Breve base de la ortografía croata-eslava"), que fue el primer libro de ortografía del croata común. Aunque no el primero de ortografía croata, siendo precedido por Rajmund Đamanjić (1639), Ignacio Giorgi (Ignjat Đurđević) y Pavao Ritter Vitezović. Antes ya los croatas habían usado el alfabeto latino, pero ciertos sonidos no estaban transcritos de manera uniforme. Las versiones del alfabeto húngaro eran las más frecuentes, pero otras también existían, por lo que la escritura del idioma resultaba a menudo confusa e inconsistente.
Gaj siguió el ejemplo de Pavao Ritter Vitezović y el de la ortografía checa, tomando una letra latina para cada sonido del idioma. Además su alfabeto es completamente equivalente al nuevo alfabeto cirílico serbio que había sido estandarizado por Vuk Karadžić unos años antes.
Posteriormente, en 1880, Đuro Daničić sugirió en su "Diccionario de lengua croata o serbia" (Rječnik hrvatskoga ili srpskoga jezika) que los dígrafos de Gaj ⟨dž⟩, ⟨dj⟩, ⟨lj⟩ y ⟨nj⟩ se sustituyeran con letras únicas: ⟨ģ⟩, ⟨đ⟩, ⟨ļ⟩ y ⟨ń⟩ respectivamente. El alfabeto original de Gaj sería finalmente revisado, pero solo el dígrafo ⟨dj⟩ fue reemplazado por la d barrada ⟨đ⟩ de Daničić, ⟨dž⟩, ⟨lj⟩ y ⟨nj⟩ se mantuvieron.